# Rutilius Taurus Aemilianus Palladius
Rutilius Taurus Aemilianus Palladius, gyakran csak Palladius (4. század) késő ókori római író.

## Munkássága
Egy műve maradt fenn, amelyre Opus Agriculturae (vagy ritkábban: De re rustica ’A vidékről’) címen hivatkoznak. A 14 könyvből álló mű első könyve általános megjegyzéseket tartalmaz a földművelésről, a következő 12 a földművesek munkáiról szól az év hónapjainak sorrendjében, a 14. pedig Columella utánzásaként 85 disztichonban az oltásról (De insitione) szól. A szerző műve anyagát Columella mellett más írókból, például Gargilius Martialisból merítette, stílusa és nyelvezete azonban nem érte el mintaképeiét.

## Magyarul
- A földművelésről, az állatgyógyászatról, az oltásról; ford., jegyz., utószó Hoffmann Zsuzsanna, XV. könyv ford. Diószegi Szabó Pál; Quintus, Szeged, 2015